# 107 (število)
107 (stó sédem) je naravno število, za katero velja 107 = 106 + 1 = 108 - 1.

## V matematiki
- osmo varno praštevilo.
- Gaussovo praštevilo brez imaginarnega ali realnega dela oblike {\displaystyle 4n+3}.
- Eisensteinovo praštevilo brez imaginarnega ali realnega dela oblike {\displaystyle 3n-1}.

## V znanosti
- vrstno število 107 ima borij (Bh).

## Drugo

### Leta
- 107 pr. n. št.
- 107, 1107, 2107